# Louis Senault
Pour les articles homonymes, voir Senault.
Louis Senault (1630 - ca. 1680) est un maître écrivain et graveur français.

## Biographie
Il est né à Paris en 1630 et fut élève de Louis Barbedor. Il fut reçu en la Communauté des maîtres écrivains du faubourg Saint-Germain-des-Prés à la fin de 1654 ou au début de 1655 (cette communauté fusionna avec celle de Paris en 1675 et sa réception fut acquise le 17 juillet 1675). D'après Paillasson, il fut secrétaire ordinaire de la Chambre du Roi. Il est mort en 1680 ou peu avant. On a de lui un portrait gravé par Bonnart (voir ici).
Il dédia quelques-uns de ses ouvrages à Colbert. Paillasson dit de lui qu'il était capable de dessiner ses caractères de la main droite et de les graver de la main gauche. Outre les siens, il a gravé également des recueils d'exemples pour Jean-Baptiste Alais de Beaulieu ou Laurent Fontaine.
Sa fille Elisabeth, probablement son élève, fut aussi calligraphe et graveuse.

## Œuvres
Il édite de nombreux ouvrages dans le troisième quart du XVIIe siècle, certains gravés par lui-même.

### Exemples gravés
- Les Véritables et naifves ecritures financières et italiennes bâtardes comme on les pratique pour le présent dans toutes les commissions et employs où l'on requiert de bien et diligemment écrire. Ecrites et gravées par L. Senault, escrivain juré au fauxbourg St-Germain, y demeurant... Paris : 1648. 4° obl., 22 pl.
- Escritures financières et italiennes bastardes suivant l'usage du royaume. Dédié au duc d'Anjou. Paris : Veuve Poilly, [après 1693]. 4° obl., 17 pl. Cat. Destailleur no 851/4°, Becker 1997 no 87.
- Exemples de nouvelles ecritures de finances et italienne bastarde... Paris : Mariette, 1667. (Chicago NL, à l'adresse de N. Langlois, 1667. Paris BNF). Cat. Jammes no 27. Une planche repr. dans Jessen 1936 pl. 159.
- L'Escriture financière représentée dans sa naïveté. Manuscrit autographe signé, écrit à 22 ans, in plano oblong. Il contient au début un portrait équestre de Louis XIV jeune. Paris BHVP.
- L'Ecriture en sa perfection représentée naïvement dans tous les caractères financiers et italiennes bastardes nouvellement à la mode. Avec un traité contenant des instructions pour apprendre à bien & diligemment escrire. Paris : F. Poilly, c. 1673. 4° obl., dédié à Colbert. (Chicago NL, Princeton UL) (Voir le titre). Cat. Jammes no 29.
- La Beauté de l'escriture naïvement représentée par les caractères maintenant usitez dans ce royaume... Paris : Nicolas Langlois, c. 1670. Deux planches repr. dans Jessen 1936 pl. 176-177.
- Les Nouvelles écritures italiennes bastardes, maintenant usitées par tout le royaume. 4° obl.
- Les Nouveaux exemplaires des escritures financières et italiennes bastardes comme on les exerce maintenant. Avec une breve instruction de chaque lettre. Paris : Citoyen Jean (c. 1790). 8 f. La plupart des exemples sont gravés par Claude Auguste Berey. (Chicago NL).
- Les rares escritures financières et italiennes bastardes, nouvellement à la mode. Avec un abrégé contenant des instructions tres faciles pour apprendre à bien et diligemment escrire. Paris : F. Poilly (après 1669). 2°, 24+ pl. (Cambridge (MA) HUL, Chicago NL : 2 ex.). Becker 1997 no 83.
- Livre d'écriture représentant naïvement la beauté de tous les caractères financiers, maintenant à la mode. Escrit et gravé par L. Senault. Paris : Vve Langlois, [1668]. Cambridge (MA) HUL, Paris Ars., Paris BNF : (Voir une page). Princeton UL (Voir le titre). Cat. Destailleur no 851/5°, Becker 1997 no 85.
- Livre des rares et curieuses escritures italiennes et bastardes à la mode et pratiquées en ce royaume, dédié au roy, escrit et gravé par L. Senault. Paris : F. Poilly, [après 1671]. 2° obl., [29] f. (Chicago NL, Cambridge (MA) HUL, Paris BNF). Becker 1997 no 84.
- Nouveau livre d'escriture ronde et bastarde. Escrit et gravé par L. Senault, Paris : [c. 1670 ?] (Basel Gewerbemuseum).
- Nouveau livre d'écritures d'italienne bastarde. 4° obl. Dédié à Colbert (Paris BNF, Est. : Kb 34, découpé, à la fin du vol.).
- Nouveau livre d'escriture représentant naivement toutes les plus rares curiosités des lettres financières et italiennes bastardes à present à la mode en ce royaume. Paris : F. Poilly, (c. 1670-1671). 31 f. (Chicago NL). Cat. Muller no 150.
- Curieuses et nouvelles recherches des escritures financieres et italiennes bastardes suivant l'usage le plus nouveau et le plus usité dans ce royaume. Dediées à Monsieur de La Reynie. Paris : N. Bonnart, c. 1674. Cambridge (MA) HUL. Becker 1997 no 86.

### Œuvres manuscrites
- Recueil de modèles d'écriture, [vers 1670]. In-folio, décor à la Du Seuil. Contient 81 exemples dont la majorité portent la signature de Nicolas Duval ou de Louis Senault. Prov. H. Rigaux, chanoine curé d'Argœuves (Somme). Vente Binoche et Giquello, 11 mai 2016, Hôtel Drouot, lot 28.
- Pièces manuscrites diverses. Paris BHVP.

### Heures et offices

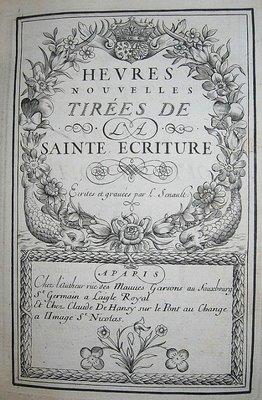
Les Heures nouvelles tirées de la Sainte Écriture écrites et gravées par Louis Senault.

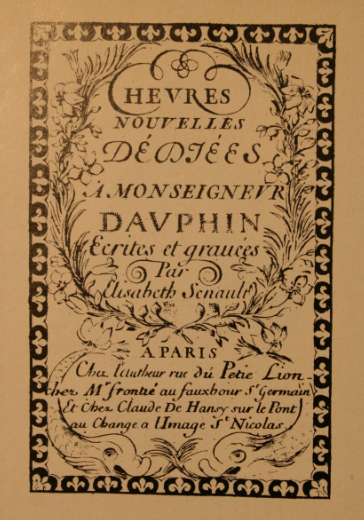
Page de titre des Heures nouvelles d'Élisabeth Senault, c. 1710.

Senault publia, à la fin de sa vie, des Heures et offices  entièrement gravés, dans un style riche, varié et un peu ébouriffé ; ils sont parfois édités par Nicolas Duval, maître écrivain comme lui :
- L'office De La Vierge Marie, avec plusieurs prières et oraisons, escrit et gravé par L. Senault. Paris, chez l'auteur, 1661, dédié à la Reine. 24°[2].
- Petit Office de la Ste Vierge, élévations et autres prières tirées de la Ste Ecriture par Mr de La Baume du Perret, le tout ecrit et gravé par L. Senault. Dédié à Madame la Dauphine. Paris, chez l'editeur Rue de Bussi au fauxbourg St Germain ; Versailles : N. Duval, Me Ecrivain juré à Paris rue de Paris Au soleil Levant(c. 1670). 8° (OCLC 34424585).
- Heures nouvelles dédiées à Madame la Dauphine. Ecrites et gravées par L. Senault. Paris : auteur et Versailles, Duval (c. 1685). 8° (Paris BNF : B-5334, daté 1685 à la main au titre). Cat. Jammes no 39.
- Heures nouvelles tirées de la Sainte Ecriture. Ecrites et gravées par L. Senault. Paris : l’auteur et Claude de Hansy (après 1690). 8°, 260 p., avec des planches provenant de plusieurs graveurs (Chicago NL, Paris BNF). Cat. Jammes no 40 et 41, Cat. Warmelink no 607.

Réémission sous le titre de : Heures présentées à Madame la Dauphine. Paris : T. de Hansy (1740 ?) (Chicago NL). Cat. Hutton no 33 (datation erronée).
Sa fille Elisabeth continua dans ce même genre (à moins qu'elle n'ait seulement terminé un ouvrage commencé par son père) :
- Heures nouvelles dédiées à Monseigneur le Dauphin. Ecrites et gravées par Elisabeth Senault. Paris : chez Claude de Hansy (c. 1710). 8°, 188 p. (Chicago NL, Lyon BM). Cat. Warmelink no 606.